# 王建修
王建修（1962年1月—），男，河南民权人，中华人民共和国政治人物。现任焦作市人大常委会主任。

## 生平
1984年5月加入中国共产党。1985年毕业于郑州大学哲学系哲学专业，1985年7月进入共青团河南省委宣传部任干事。
2000年12月，任共青团河南省委组织部部长，中共武陟县委副书记；2002年8月，任中共武陟县委副书记（正县级）；
2004年4月，任焦作市解放区区长；2010年11月，任中共解放区委书记；2011年12月，任中共修武县委书记。
2014年3月，任焦作市人民政府副市长；2017年11月，任中共焦作市委常委，副市长；2017年12月，任中共焦作市委常委、秘书长；
2020年1月，任焦作市人大常委会党组书记；2020年5月，任焦作市人大常委会主任、党组书记。